# Selago karooica
Selago karooica är en flenörtsväxtart som beskrevs av O.M. Hilliard. Selago karooica ingår i släktet Selago och familjen flenörtsväxter. Inga underarter finns listade i Catalogue of Life.